# سایر (مینودشت)
سایر، روستایی است از توابع بخش مرکزی شهرستان مینودشت در استان گلستان ایران.برابر با نام روستا،فامیل تمامی مردم روستا "سایری" است که به معنای "کسی که اهل سایر است" بوده.مذهب تمامی مردم روستا شیعی اثنی عشری است.
در جلسه کمیته ثبت و حریم میراث طبیعی که در تاریخ 31 مرداد ماه سال 1394 در محل سازمان مرکزی میراث فرهنگی برگزار شد، 4 اثر طبیعی استان گلستان از جمله «چنار» کهنسال روستای «سایر» در فهرست آثار ملی کشور ثبت شد.قدمت این چنار چیزی بیش از 700 سال تخمین شده است.
جوی آبی در زیر این درخت جاری است که آب آن از چشمه ای به نام 'کل آدو' که در فاصله یک کیلومتری درخت کهنسال چنار قرار دارد سرچشمه می گیرد.'کل آدو' یا "کربلایی محمد آدینه" نام یکی از اهالی روستای سایر بوده که با دست خود سالیان پیش، مسیر این جوی را از سر چشمه تا زیر درخت را کنده است و نشانی است که مردمانی از سالیان دراز در مکان این روستا اقامت داشته اند.
بالا تپه (خدا قلی) یک تپه تاریخی مربوط به دوران پیش از تاریخ ایران باستان است.این اثر در تاریخ ۲۲ تیر ۱۳۷۹ با شمارهٔ ثبت ۲۷۳۸ به‌عنوان یکی از آثار ملی ایران به ثبت رسیده است.
این روستا در دهستان کوهسارات قرار داشته و بر اساس سرشماری سال ۱۳۸۵ جمعیت آن ۴۶۱ نفر (۹۸ خانوار)
بوده است. و در سرشماری سال ۱۳۹۵ جمعیت آن به ۴۹۸ نفر افزایش پیدا کرده است.
روستای سایر دو چشمه دارد که یکی از آن‌ها به اسم "کل آدو" (کربلایی آدینه محمد) است که پنج لیتر بر ثانیه خروجی آب دارد و کابرد آن کشاورزی است و 50 هکتار باغ چند ساله روستا بعلاوه 7 هزار نهال مثمر از نوع گردو، انار، گلابی، سیب و اراضی یونجه روستا همه تابع این چشمه هستند.
حصیر بافی یکی از صنایع بومی منطقه بوده که امروزه کمتر به آن پرداخته می شود.با راه‌اندازی کارگاه های حصیربافی در روستای سایر،امید است این هنر بومی بار دیگر روزهای رونق خود را بدست آورد.